# Huangdi Nei Jing
Le Huangdi Nei Jing (黄帝内经) ou Classique interne de l'empereur Jaune est le plus ancien ouvrage de médecine chinoise traditionnelle. Il se divise en deux parties : le Su Wen et le Ling Shu. Tous les aspects de la médecine y sont abordés, avec leur traitement, et plus particulièrement le traitement par acupuncture. Il y est fait allusion à l'usage de poinçons de pierre qui auraient pu être utilisés avant l'apparition des aiguilles en métal : « Mon désir est […] qu'on ne se serve plus des antiques poinçons de pierre ». Cette méthode était appelée bian jiu.

## Forme et origine mythique
La rédaction de l'ouvrage est attribuée au mythique empereur Jaune (Huangdi, XXVIIIe siècle av. J.-C., soit 600 ans avant le tout début de l'écriture chinoise) et se présente comme un dialogue entre l'empereur Jaune et son médecin et ministre Qi Bai.

« Moi qui suis le chef d'un grand peuple...

Et qui devrais donc en percevoir des impôts,

Je constate avec affliction que je n'en perçois point,

Parce que mon peuple est malade.

Je veux que l'on cesse d'administrer des remèdes

Qui rendent mon peuple malade...

Pour n'employer désormais que des aiguilles de métal »

— Nei Jing Su Wen, traduction Jacques-André Lavier, Pardès 1990,  (ISBN 2-86714-071-4)

## Datation
L'existence de cet empereur est mythique et on considère que l'ouvrage aurait pu être compilé durant la période couvrant les Royaumes combattants (-500 à -220) et la dynastie Han (-206 à +220).

## Structure
Le Huangdi Nei Jing, comportait à l'origine dix-neuf chapitres et se subdivisait en deux parties : le Su Wen et le Traité d'acupuncture. Cette deuxième partie sera ultérieurement rebaptisée Ling Shu. Chamfrault présente une version due à Wang Bing et son ouvrage se divise en deux : le Su Wen, en quatre-vingt-un chapitres, est suivi du Nei Jing, lui-même en quatre-vingt-un chapitres. Les chapitres 72, 73 et 74 du Su Wen sont manquants. Le chapitre 50 du Nei Jing, ne figurant ni dans le texte, ni dans la table des matières, est signalé portant la mention sans intérêt. On peut se demander pourquoi cette deuxième partie ne se nomme pas Ling Shu.
Il signale une autre édition, disparue de Chine au XIIIe siècle, retrouvée au Japon, puis rééditée en Chine. Le compilateur (Yang Shangshan) a fusionné le Su Wen et Ling Shu en un seul livre et le chapitre 7 est manquant. Lavier, outre la version de Wang Bing, dont il précise la date (762), cite celle de Shenzong (1070, dynastie Song) qui semble correspondre à l'édition conservée au Japon dont parle Chamfrault, et celle de Li Nien-Wo, plus tardive (XVIe siècle, dynastie Ming). La traduction de Chamfrault ne divise pas l'œuvre en deux et comporte donc une seule partie de quatre-vingt-un chapitres auxquels manquent les chapitres 72 et 73 (réputés perdus), mais pas le chapitre 7.

## Les textes qui nous sont parvenus
Les textes qui nous sont parvenus sont celui de Wang Bing (762) et celui de Yang Shangshan, qui, disparu de Chine avait été conservé au Japon. Lavier y rajoute celui de Li Nien-Wo, paru au XIVe siècle.

## Le contenu
Tout au long de ces textes s'analysent les intrications de l'homme, le microcosme, avec son environnement macrocosmique conformément à la conception taoïste. L'ouvrage étudie les dérèglements selon les saisons, les variations du teint, les subtilités des pouls, l'état des cinq organes, des cinq saveurs, des six énergies… Il précise le maniement de l'aiguille, et la pratique des moxas (technique de stimulation des points d'acupuncture par la chaleur), afin de rétablir l'harmonie du haut avec le bas, de l'intérieur avec l'extérieur.
Comme le fait remarquer le père Larre, c'est un traité d'acupuncture spirituelle.